# Kostel svatého Jakuba Staršího (Kvítkov)
Kostel svatého Jakuba Staršího je barokní kostel náležející pod Římskokatolickou farnost Kvítkov. Je chráněn jako kulturní památka České republiky.

## Historie a popis stavby

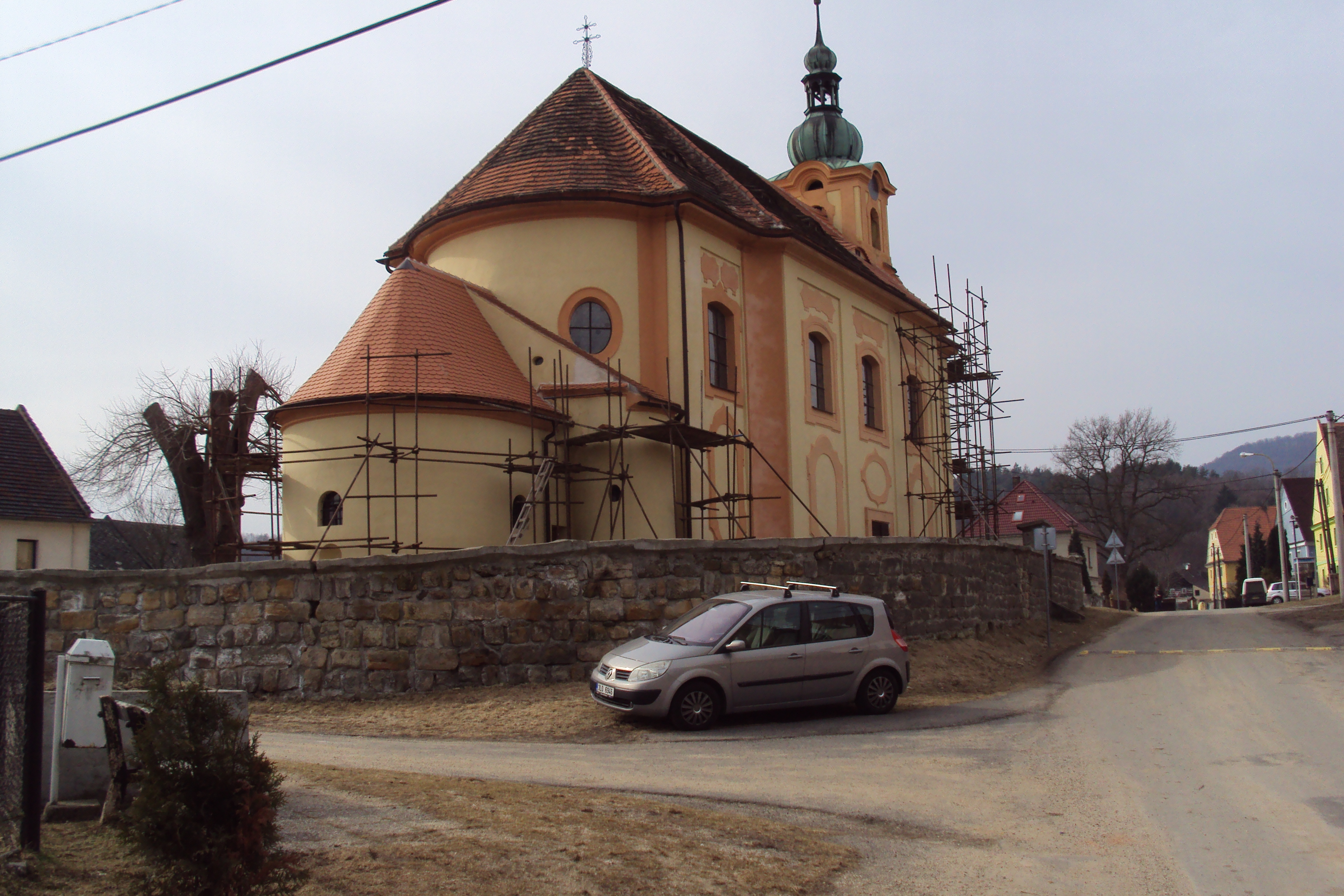
Závěr kostela

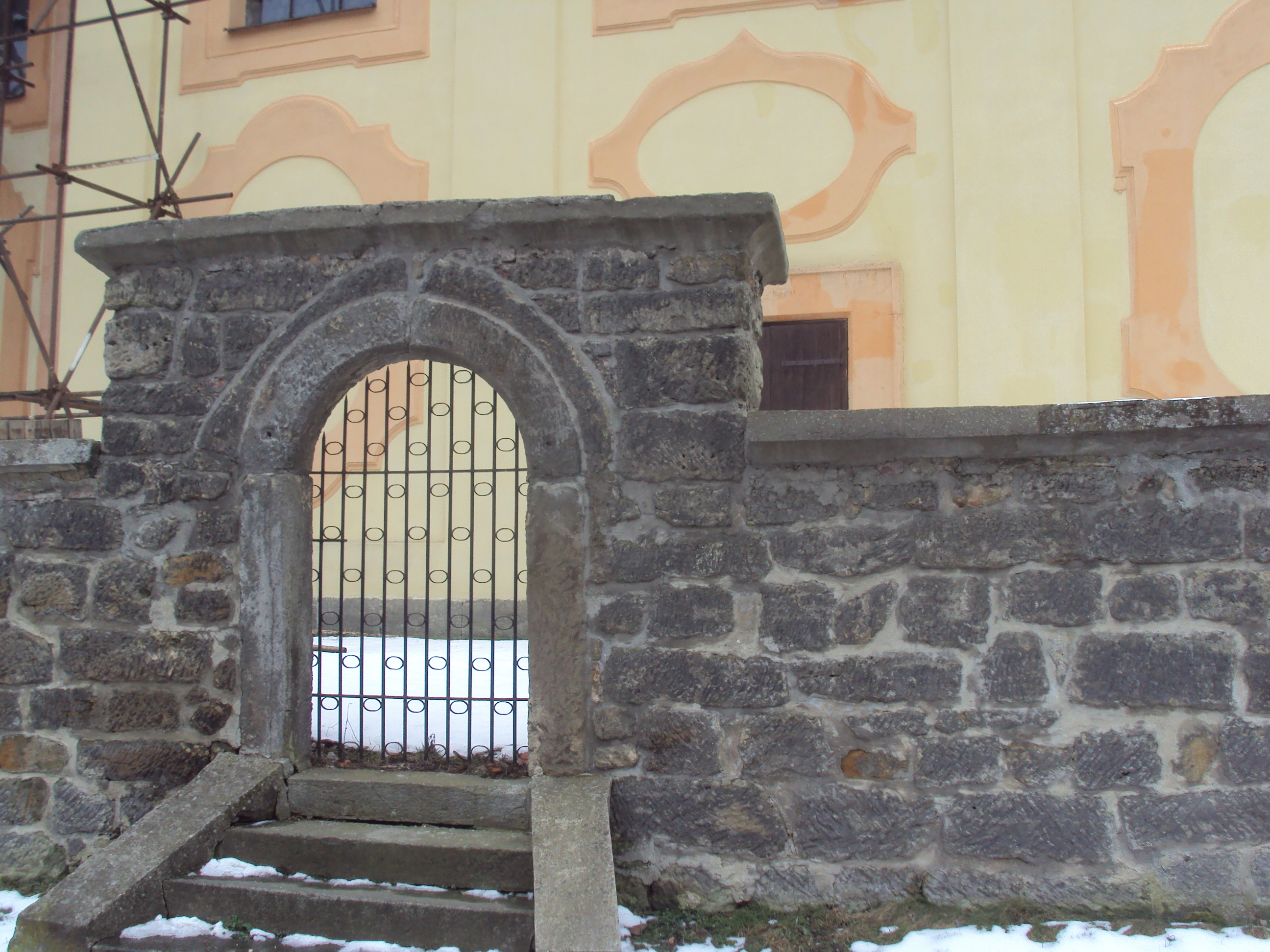
Boční vstupní branka do areálu kostela

Farní kostel byl postaven v rozmezí 20. a 40. let 18. století. Původně zde stál kostel již ve 14. století, ale jeho podoba není známa. Autorem nové stavby je pražský barokní architekt a stavitel Václav Špaček.
Stavba kostela byla zahájena roku 1725 a ukončena v následujícím roce 1726. Během roku 1727 probíhaly již jen dokončovací zednické práce. V následujících letech se pracovalo na vnitřním zařízení. V letech 1737 až 1738 byla přistavěna nová sakristie.
Průčelí kostela má v rizalitu mírně vystupující věž. Jedná se o jednolodní stavbu se zúženým neodstupněně zakončeným presbytářem, který je uzavřen do oválu. Střední pole kostela tvoří obdélná loď s plošnými dekoracemi kolem oken a navazující sakristií. V interiéru je zajímavý přechod mezi lodí a presbytářem, který je vytvořen „esovitým“ zvlněním stěny. Nejzajímavějším prvkem je umístění panských balkónových oratoří do výklenků po stranách. Na tloušťku zdi byla postavena úzká chodbička, která směřovala do obou postranních oratoří. Osvětlují ji okna, otevřená do prostorů po bocích oltáře. Je patrné, že se autor snažil do drobného presbytáře zakomponovat řešení známé např. ze sálu vranovského zámku, nebo také z kupolové části vídeňské knihovny.
Zajímavě působí plošná výzdoba stěn, především ve středu bočních partií, kde je zřejmá i původní barevnost (sytě žluté plastické prvky na bílé stěně).
Kostelní věž nemá tzv. "zvonové patro". Do věže se vychází po schodech poměrně komplikovaně, přes kruchtu na půdu. Kostelní zvon je zavěšen na konstrukci nad schody, na boku věže. Zvon je barokní, zdobený ornamentálními pásy a nápisem v kartuši. Nápis nelze z prostoru věže přečíst. Kartuš je obrácena směrem do konstrukce závěsu a zvon je proti původnímu umístění pootočen.
Okolo kostela je ohradní zeď z pískovcových kvádrů oválného půdorysu.

## Kulturní památka
Od roku 1958 je barokní kostel zapsán v celostátním seznamu kulturních památek pod číslem 31748/5-3083.
Po roce 2005 začala obnova fasády kostela. Byly opraveny omítky a obnoveny štukové obrazce členící fasádu. Zůstala zachována i její barevnost. Postupně do roku 2012 byla opravena střecha nad sakristií i na střeše lodi a nad kněžištěm. Potřebné finanční prostředky věnovalo Litoměřické biskupství, Ministerstvo kultury, farnost i obec.
Duchovní správci kostela jsou uvedeni na stránce: Římskokatolická farnost Kvítkov.